# Letecké muzeum Koněšín
Letecké muzeum Koněšín je muzeum civilního a vojenského letectví Československa a České republiky, zaměřené převážně na školní letectví. Sídlí u obce Koněšín, asi 10 km východně od Třebíče v okrese Třebíč.

## Historie a současnost
Vzniklo v Olomouci v červenci roku 2009, jako nápad leteckého sběratele Zdeňka Svobodníka. Spoluzakladatelem byl sběratel letecké techniky Roman Sperl, který pomáhal s rozšiřováním expozice. Kolektiv muzea tvoří lidé různorodých odborností, od leteckých mechaniků, bývalých i aktivních pilotů, konstruktérů, až po fanoušky letectví a letadel, kteří jsou sdruženi v 1. leteckém školním pluku.
Muzeum je zaměřeno převážně na historii československého letectví. Kromě muzea vzniká restaurátorská dílna, letecký depozitář a archiv. Aktivity muzea podporovalo město Olomouc, které pro tyto účely poskytlo dva hangáry v blízkosti letiště Olomouc - Neředín o celkové rozloze 8000 m². V roce 2015 olomoucká radnice vypověděla nájemní smlouvu a muzeum se pak v červnu 2016 přestěhovalo do obce Koněšín kde se prvním návštěvníkům otevřelo v červenci 2016. Při příležitosti prvního výročí provozu muzea byla otevřena nová krytá expozice s leteckým simulátorem a bylo oznámeno, že průměrný počet návštěvníků je cca 100 denně.
Na konci sezóny 2017 přibyla salonní verze vrtulníků MI-2 a prototyp prvního českého dopravního letadla. V červenci 2018 bude otevřena druhá krytá expozice a do konce roku 2018 by měla být postavena hrubá stavba dalšího krytého prostoru pro letadla.
V roce 2022 byl postaven hangár pro exponáty muzea, na stavbu hangáru přispívali nadšenci pomocí portálu Hithit. Jako depozitář je od roku 2023 využíván prostor u nádraží Studenec, tam se také plánuje otevřít velké Technické muzeum Vysočina.

## Exponáty
- LET L-13TJ Blaník č. 3801 (létající laboratoř)[7]
- LET XL-410, OK-020, ex OK-YKF, ex OK-63 (prototyp) – DEPOZITÁŘ
- LET XL-610, OK-UZB, ex OK-132, ex Ok-024 (prototyp)
- Aero XL-29 č.003 (prototyp)
- Aero XL-39 č.007 (prototyp vlečné verze) – DEPOZITÁŘ
- Aero L-39C Albatros č.0448 (cvičná verze)
- Aero Ae-270 Ibis č.0010 (prototyp)
- MiG-15 UTI, OK-010 létající laboratoř – restaurátorská dílna
- MiG-21F-13 č.0305 (ze 3.série naší výroby)
- MiG-21FR č.0714 (fotovarianta)
- MiG-21MF č.4313 (Slovenské letectvo)
- MiG-21MA č.1201 (průzkumný)
- MiG-21UM č.3051 (cvičný)
- MiG-21bis č.9010 (Polsko)
- MiG-21MFN č.5603 (nejmodernější varianta MiGu-21)
- MiG-21MFN č.4175 (nejmodernější varianta MiGu-21) – restaurátorská dílna
- Trenažér MiGu-21 (pro nácvik létání podle přístrojů)
- Iljušin Il-14FG č.0603 (fotogrammetrický, původně Il-14)
- Antonov An-24V č.2904 (1. dodaný naší armádě) – DEPOZITÁŘ
- Mil Mi-4 č.0751 (jeden z prvních dodaných) – DEPOZITÁŘ
- Mil Mi-24D č.0103 (1. varianta používaná v naší armádě) (rekonstruováno v LOM Praha[8])
- Suchoj Su-25K č.5008 (bombardér)
- ULL Mini-Max OK-DUD 17 (ultra lehký letoun)
- ULL Challenger OK-YUU 48 (ultra lehký letoun z Kanady)
- TL-21 (trenažér MiGu-21, jediný zachovalý kus na světě)
- D – 4 Link Trainer (jeden ze tří dochovaných trenažérů pro 1. generaci britských proudových stíhačů)
- Katapultážní trenažer NKTL 39-21
- Alphajet Trainer (prototyp trenažéru, jediný vyrobený)
- PCK-53 (první československý trenažér. Vyrobený v Olomouci) – DEPOZITÁŘ
- PLDVK (protiletadlový obrněný kanón)
- MLOK-2 (mobilní letištní osvětlovací komplet, 2x Tatra T-148 s přívěsem)
- LT-38 (replika lehkého tanku) – mimo sezónu v dílně
- PTK-45 (replika protitankového kanónu 45mm)
- TZ-74 (odmořovací zařízení s proudovým motorem M-701C-500) – DEPOZITÁŘ
- TFF-82 (záchytné zařízení letounů)
- Hyperbarická kyslíková komora